# Sulochana Gadgil

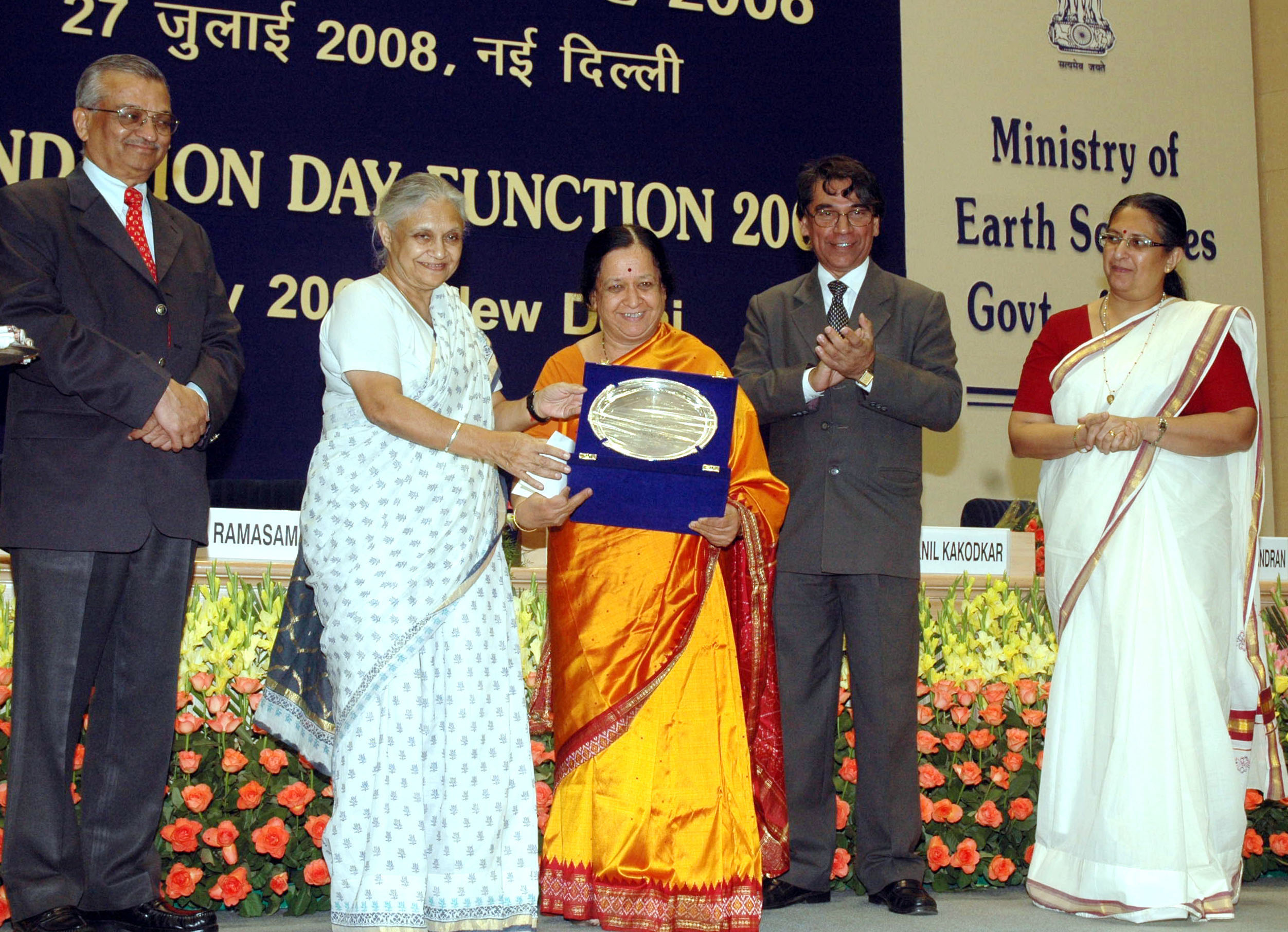
Die Chief-Ministerin von Delhi, Sheila Dikshit, überreicht Professorin Sulochana Gadgil am 27. Juli 2008 in Neu-Delhi den National Award

Sulochana Gadgil geborene Phatak (* 7. Juni 1944 in Pune, Indien; † 24. Juli 2025 in Bengaluru) war eine indische Mathematikerin, Meteorologin und Ozeanographin. Sie war Honorarprofessorin am Zentrum für Atmosphären- und Ozeanwissenschaften des Indian Institute of Science in Bangalore, Indien. Sie hat wesentlich zum Verständnis der Monsundynamik, der tropischen Konvektion, der Kopplung der tropischen Atmosphäre an die Ozeane und der landwirtschaftlichen Strategien für ein variables Klima beigetragen.

## Leben und Werk
Sulochana Gadgil geborene Phatak stammte aus einer berühmten Familie: Ihr Urgroßvater war Minister im indischen Bundesstaat Tonk, ihr Großvater und ihr Vater waren angesehene Ärzte. Ihre Mutter war eine Marathi-Schriftstellerin. Sulochana war die drittgeborene von vier Töchtern. Die Eltern legten großen Wert darauf, dass alle eine gute Schulausbildung erhielten. In einem Internat in Andhra Pradesh absolvierte Sulochana die Oberschulausbildung in Englisch. Danach studierte sie Mathematik an der University of Pune, wo sie 1963 den Bachelor of Science und 1965 den Master of Science erhielt. Sie verlobte sich mit ihrem Kommilitonen Madhav Gadgil, und beide gingen mit einem Stipendium nach Harvard. 1970 promovierte sie in Angewandter Mathematik an der Harvard University. Von 1970 bis 1971 war sie Postdoktorandin am Massachusetts Institute of Technology (MIT). 1971 kehrte sie mit ihrem Ehemann nach Indien zurück und arbeitete am Indian Institute of Tropical Meteorology (IITM) in Pune. Sie forschte von 1973 bis 2006 am Indian Institute of Science (IISc) in Bangalore und war 1983 maßgeblich am Aufbau des Zentrums für Atmosphären- und Ozeanwissenschaften beteiligt. Ihr Forschungsgebiet war die Untersuchung des Monsuns; sie beschäftigte sich unter anderem mit Strategien zur Bewältigung der Niederschlagsvariabilität und zur Modellierung ökologischer und evolutionärer Phänomene. In Zusammenarbeit mit Landwirten erarbeitete sie Anbaustrategien, die auf die Niederschlagsvariabilität verschiedener Regionen in Indien zugeschnitten sind. Sie leitete die Bemühungen zur Formulierung des indischen Klimaforschungsprogramms (ICRP) mit seiner Komponente Bay of Bengal Monsoon-Experiment (BOBMEX), dem Arabian Seas Monsoon-Experiment (ARMEX) und dem Continental Tropical Convergence Zone (CTCZ)-Programm. Sie war Mitglied des Rats oder Beirats fast aller meteorologischen Einrichtungen des Landes sowie Mitglied des Wissenschaftlichen Komitees des Weltklimaforschungsprogramms IGBP sowie Mitglied des ICSU-Gremiums zur Überprüfung dieser Programme. Sie hat 65 Forschungsarbeiten veröffentlicht und zwei Bücher herausgegeben.
Sie starb nach längerer Krankheit und hinterlässt ihren Ehemann, eine Tochter und einen Sohn.

## Ehrungen
- Vikram Sarabhai Award
- Norman Borlaug Award
- Astronautical Society Award
- 1995: Fellow of Indian Academy of Sciences, Bangalore and Indian Meteorological Society
- 2008: Life Time Achievement Award, Ministry of Earth Sciences